# Minivet cendré
Phacellodomus sibilatrix
Espèce
Statut de conservation UICN

 LC  : Préoccupation mineure
Le Minivet cendré (Pericrocotus divaricatus) est une espèce d'oiseaux de la famille des Campephagidae.
Cet oiseau niche en Manchourie, au Japon et dans le nord de la péninsule coréenne ; il hiverne dans le sud de l'Inde et à travers l'Asie du Sud-Est.

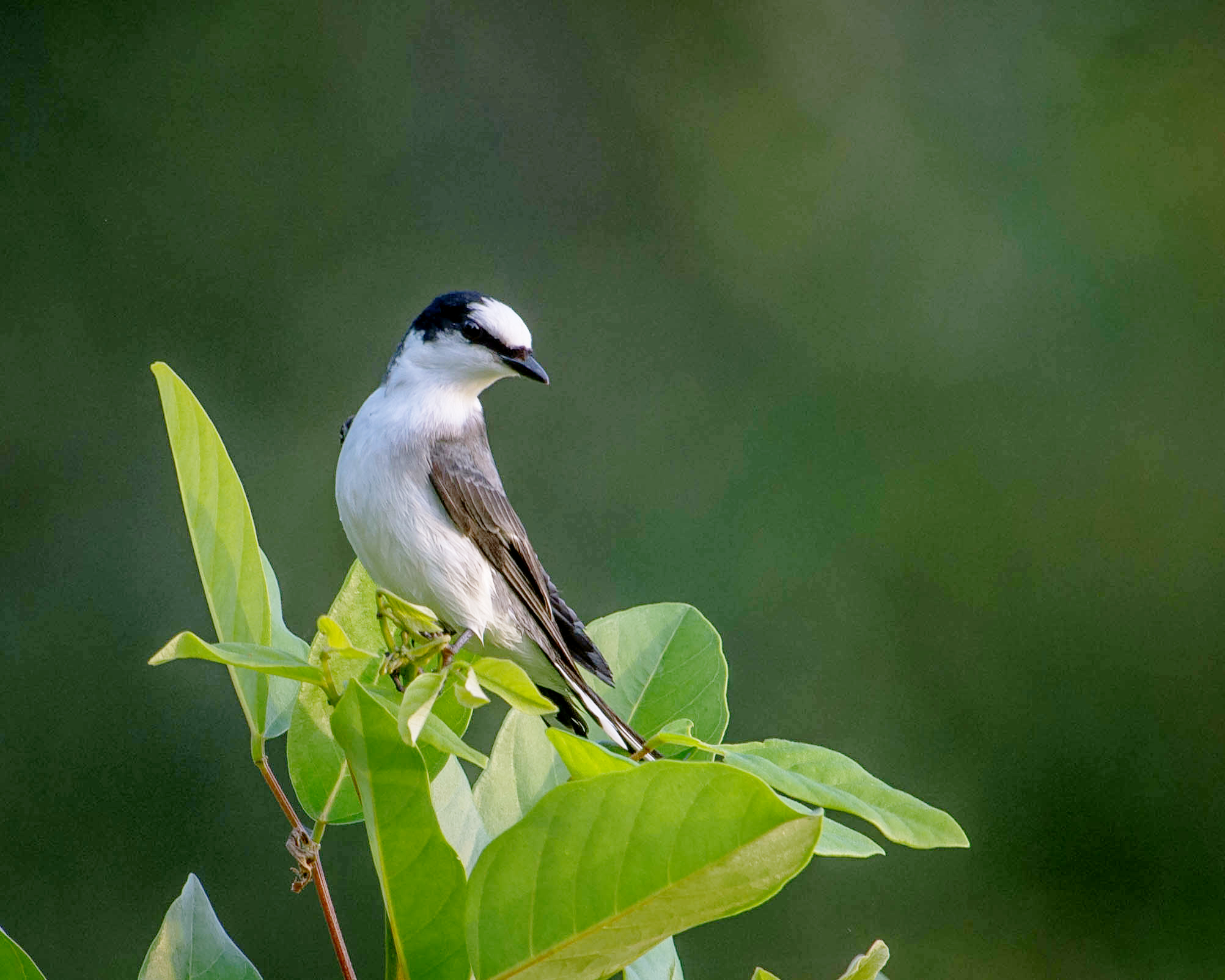
Minivet cendré, Bueng Boraphet, Thaïlande